# Sant Jòrdi (Cantal)
Saint-Georges és un municipi francès situat al departament de Cantal i a la regió d'Alvèrnia-Roine-Alps. L'any 2007 tenia 1.138 habitants.

## Demografia

### Població
El 2007 la població de fet de Saint-Georges era de 1.138 persones. Hi havia 412 famílies de les quals 84 eren unipersonals (40 homes vivint sols i 44 dones vivint soles), 109 parelles sense fills, 162 parelles amb fills i 57 famílies monoparentals amb fills. La població d'habitants censats ha evolucionat segons el següent gràfic:

### Habitatges
El 2007 hi havia 507 habitatges, 413 eren l'habitatge principal de la família, 53 eren segones residències i 42 estaven desocupats. 454 eren cases i 53 eren apartaments. Dels 413 habitatges principals, 342 estaven ocupats pels seus propietaris, 60 estaven llogats i ocupats pels llogaters i 11 estaven cedits a títol gratuït; 5 tenien una cambra, 10 en tenien dues, 54 en tenien tres, 111 en tenien quatre i 233 en tenien cinc o més. 365 habitatges disposaven pel capbaix d'una plaça de pàrquing. A 159 habitatges hi havia un automòbil i a 227 n'hi havia dos o més.

### Piràmide de població
La piràmide de població per edats i sexe el 2009 era:
| Homes | Edats   | Dones |
| ----- | ------- | ----- |
| 0     | 95 o +  | 0     |
| 4     | 90 a 94 | 0     |
| 4     | 85 a 89 | 4     |
| 4     | 80 a 84 | 4     |
| 12    | 75 a 79 | 12    |
| 24    | 70 a 74 | 24    |
| 24    | 65 a 69 | 32    |
| 36    | 60 a 64 | 12    |
| 24    | 55 a 59 | 24    |
| 36    | 50 a 54 | 56    |
| 36    | 45 a 49 | 52    |
| 32    | 40 a 44 | 28    |
| 48    | 35 a 39 | 44    |
| 24    | 30 a 34 | 44    |
| 16    | 25 a 29 | 16    |
| 28    | 20 a 24 | 32    |
| 32    | 15 a 19 | 52    |
| 28    | 10 a 14 | 16    |
| 24    | 5 a 9   | 32    |
| 12    | 0 a 4   | 16    |

## Economia
El 2007 la població en edat de treballar era de 749 persones, 539 eren actives i 210 eren inactives. De les 539 persones actives 496 estaven ocupades (267 homes i 229 dones) i 43 estaven aturades (15 homes i 28 dones). De les 210 persones inactives 85 estaven jubilades, 45 estaven estudiant i 80 estaven classificades com a «altres inactius».

### Ingressos
El 2009 a Saint-Georges hi havia 415 unitats fiscals que integraven 1.078 persones, la mediana anual d'ingressos fiscals per persona era de 17.019 €.

### Activitats econòmiques
Dels 46 establiments que hi havia el 2007, 3 eren d'empreses de fabricació d'altres productes industrials, 8 d'empreses de construcció, 17 d'empreses de comerç i reparació d'automòbils, 2 d'empreses de transport, 5 d'empreses d'hostatgeria i restauració, 2 d'empreses financeres, 1 d'una empresa immobiliària, 5 d'empreses de serveis i 3 d'empreses classificades com a «altres activitats de serveis».
Dels 17 establiments de servei als particulars que hi havia el 2009, 1 era una funerària, 7 tallers de reparació d'automòbils i de material agrícola, 2 paletes, 3 guixaires pintors, 2 electricistes, 1 perruqueria i 1 agència immobiliària.
Dels 2 establiments comercials que hi havia el 2009, 1 era una botiga de material esportiu i 1 un drogueria.
L'any 2000 a Saint-Georges hi havia 44 explotacions agrícoles que ocupaven un total de 2.520 hectàrees.

## Poblacions properes
El següent diagrama mostra les poblacions més properes.